# Down in the Flood
«Down in the Flood» es una canción del músico estadounidense Bob Dylan. La canción, originalmente grabada con The Band en el sótano de la casa de West Saugerties, fue registrada en 1967 y apareció por primera vez en el álbum de 1975 The Basement Tapes. Sin embargo, antes de la publicación de The Basement Tapes, Dylan regrabó «Down in the Flood» con Happy Traum usando diferentes acordes para el álbum recopilatorio Bob Dylan's Greatest Hits Vol. II. Una tercera versión oficial fue regrabada en 2003 para la banda sonora de la película Anónimos. Una versión en directo interpretada con The Band fue también incluida en la reedición en 2001 de Rock of Ages.

## Versiones
Sandy Denny versionó «Down in the Flood» en el álbum de 1971 The North Star Grassman and the Ravens, al igual que The Derek Trucks Band en el álbum Already Free, publicado en 2009. Blood, Sweat & Tears también versionó la canción en su quinto álbum, New Blood.
Lester Flatt y Earl Scruggs también realizaron una versión de «Down in the Flood» en su álbum de 1968 Changin' Times.

## Personal
- Bob Dylan: voz, guitarra, armónica y piano
- Happy Traum: banjo, guitarra, bajo y coros